# Syllis moniliformis
Syllis moniliformis är en ringmaskart som beskrevs av Savigny 1822. Syllis moniliformis ingår i släktet Syllis och familjen Syllidae. Inga underarter finns listade i Catalogue of Life.